# Enkammarreformen
Enkammarreformen i Sverige genomfördes år 1971. Denna reform gick i stora drag ut på att Sveriges riksdag som tidigare hade haft en tvådelad organisation, det så kallade tvåkammarsystemet, byttes ut mot dagens enkammarsystem. Antalet ledamöter skulle vara 350 och utses i direkta val. På samma valdag skulle såväl kommunalfullmäktige som riksdagsledamöter framröstas. En annan viktig reform var fyraprocentspärren, vars uppgift var att stoppa småpartiernas tillträde till beslutande position. (Se jämviktsriksdagen)